# Sogdiana Jizzakh
Actualités
Le Sogdiana Jizzakh (en ouzbek : Soʻgʻdiyona Jizzax Futbol Klubi), est un club ouzbek de football fondé en 1970 et basé dans la ville de Djizak.
Il joue dans la 1re division du Championnat d'Ouzbékistan.

## Histoire
Le club est fondé en 1970, son nom se réfère à l'ancien nom de la région, Sogdiane. Lors de la période soviétique c'est un club de l'armée jouant en deuxième ou troisième division.
Après l'indépendance de l'Ouzbékistan, Sogdiana joue en 1992 dans la première division du pays, sa première saison est une réussite, il termine le championnat à la 3e place. Après une 4e place la saison suivante, le club devient une équipe du milieu du tableau, excepté la saison 1998 avec une nouvelle 4e place. En 2002, le club est relégué pour la première fois en deuxième division puis fera des allers retours entre les deux divisions, quatre fois jusqu'en 2012.
Depuis 2013, le club est établi en première division, terminant vice-champion en 2021, la meilleure performance depuis la création du club.

## Palmarès
| Compétitions nationales                                                                                                   |
| --- |
| - Championnat d'Ouzbékistan : - Vice-champion : 2021. - Coupe de la Ligue d'Ouzbékistan (2) : - Vainqueur : 2011 et 2012. |